# Tonara
Tonara è un comune italiano di 1 906 abitanti della provincia di Nuoro in Sardegna.
Era parte della disciolta Comunità montana n. XII Barbagia - Mandrolisai. Il paese è noto in Sardegna per la produzione artigianale e il commercio del torrone. Negli ultimi anni il commercio del torrone sta superando quello che è il mercato dell'Isola per approdare in varie regioni Italiane. Discreto lo sfruttamento del patrimonio forestale che è rivolto principalmente alla produzione di legna da ardere e in piccola parte legname da opera (castagno). Irrisorio al confronto degli altri comuni sardi l'apporto economico dell'allevamento. A Tonara è anche in sviluppo il turismo montano, che in Sardegna non ha mai goduto di grosse fortune.

## Geografia fisica

### Territorio
Il comune di Tonara come ora lo conosciamo, è nato dalla fusione di tre rioni: Arasulé, Toneri e Teliseri.
A questi tre si è successivamente aggiunto un altro quartiere: Su Pranu, formatosi a partire dagli anni sessanta con l'espansione edilizia avvenuta sul territorio del vecchio paese di Ilalà: quest'ultimo era stato abbandonato nel fondovalle nel 1938. I rioni sono dotati di un proprio comitato per relazionarsi con le istituzioni comunali.
Il territorio estende per 52,02 km² e comprende una serie di abitazioni in località Monte Corte, dove è situata la Stazione Desulo-Tonara.
Fra i comuni più alti della Sardegna è situato nella regione del Mandrolisai, circondato da boschi di lecci, querce, castagneti e nei fondovalle noccioleti, è uno dei comuni più "verdi" della Sardegna, ricco di acque e sorgenti perenni anche se nessuna di grossa portata, tutte tributarie del fiume Tirso.

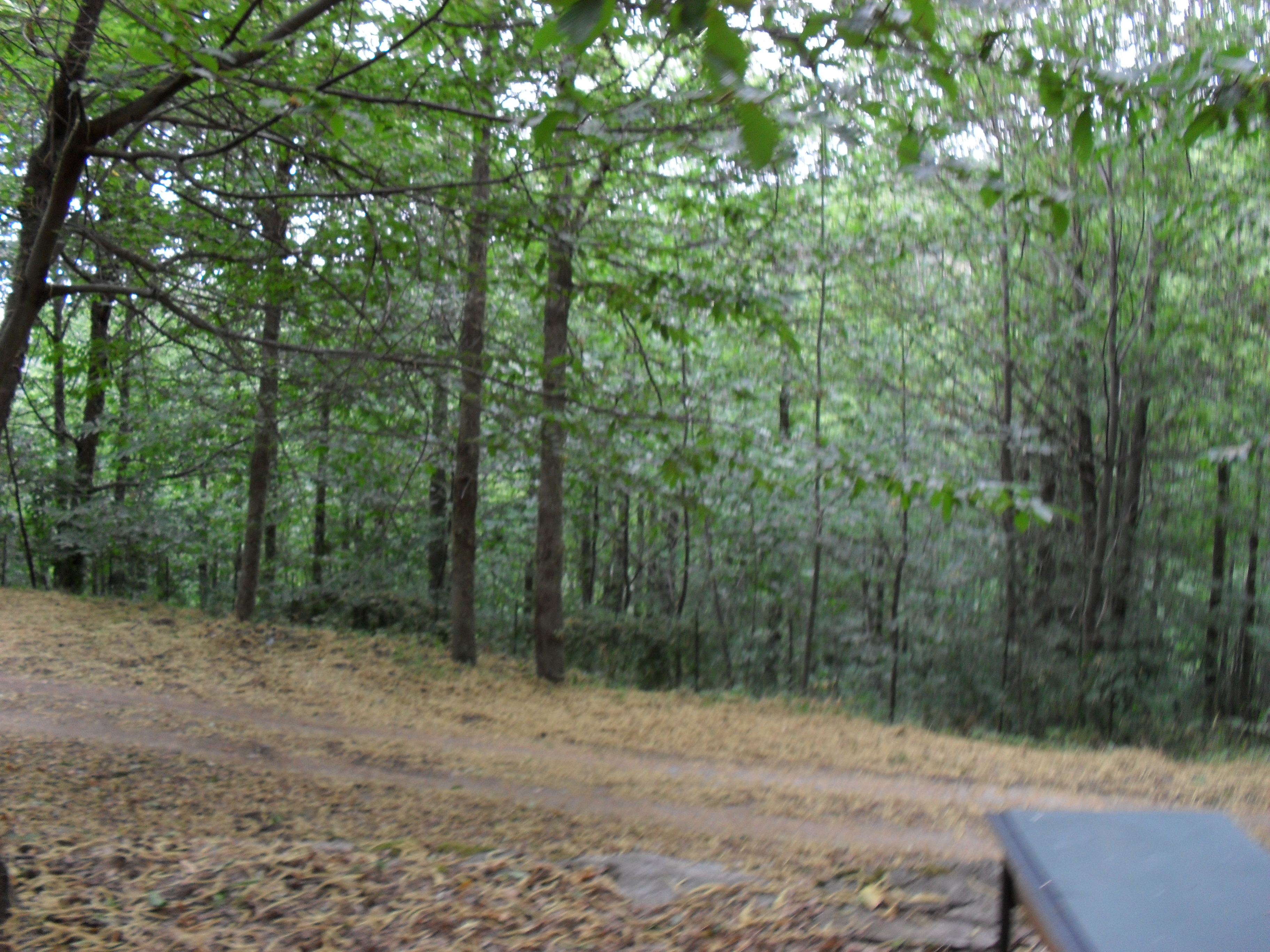
Vegetazione tonarese a Santu Giacu

A breve distanza dal paese si trovano punte piuttosto alte come Mungianeddu, già monte Margianeddu, (1468 m) e Conca Giuanni Fais (1496 m).
Nel territorio di Tonara sono presenti numerose specie endemiche sia vegetali che animali e alcuni rari tipi di uccelli come l'astore sardo, la poiana di Sardegna e lo sparviero di Sardegna.
Numerose sono le specie di felci ma la specie vegetale padrona e simbolo di Tonara è senza dubbio il castagno affiancata dal leccio e in misura minore dalla sughereta.
Degna di nota è anche la componente micotica, nel versante sorgonese, tra S'Isca 'e sa mela e Sorgono i boschi sono rinomati per la presenza di nobili funghi quali l'ovolo buono e il porcino nero mentre nell'altra parte del territorio o non vi è presenza di funghi o abbonda l'amanita verdina.

### Clima
Il clima non è di tipo mediterraneo come in gran parte dell'isola, bensì leggermente più freddo. L'inverno è più freddo della media isolana, con nevicate, talvolta abbondanti, mentre le estati sono fresche, con una media di luglio di 21 gradi. La temperatura più bassa mai registrata dal 1954 è stata di circa -12 gradi, mentre la più elevata è stata di 36 gradi. Talvolta il manto nevoso supera il metro.

## Storia

### Preistoria
Tonara ha origini antichissime e deve il suo nome, presumibilmente, al tacco calcareo di Su Toni. Nel suo territorio sono conservate numerose testimonianze prenuragiche.
La grotta funeraria di Pitzu e' Toni, e la domus de janas di Is Forreddos, lungo la direttrice per Sorgono ne sono testimonianze. La prima tomba è scavata nel calcare, e vi furono ritrovati i più antichi resti mai scoperti nel territorio tonarese, l'altra nella puddinga ed è formata da tre ambienti comunicanti tra loro, che furono utilizzati fino al periodo romano. Del periodo nuragico dovevano esistere i resti del nuraghe Su Nuratze, che era situato sulla cima dell'omonima formazione rocciosa, ai piedi del tacco calcareo di Su Nuratze sopravvivono i resti di un villaggio nuragico.
A Tonara si ritrovano anche dei resti di antichi insediamenti: Idda intr'Errios, Tracullau, Trocheri e Gonnalè, sono tutti insediamenti di probabile origine nuragica, in particolare Idda intr'Errios, posto sotto Tonara, tra due torrenti. Ilalà è un antico rione del paese ormai abbandonato dagli anni trenta del Novecento, per colpa della sua posizione (era il rione situato nella parte più bassa della vallata) che lo escludeva dalle vie principali che passavano per gli altri rioni di Arasulè, Toneri e Teliseri.

### Medioevo
Il primo documento scritto che cita il paese è il Condaghe di Santa maria di Bonarcado (una delle fonti di maggiore rilevanza in particolare per la storia del Giudicato di Arborea nei secoli XII e XIII, ma anche per la Storia della Sardegna giudicale), dove alla scheda n. 98 si legge di un donnu Leonardu mandadore de Tonara. Per ritrovare il nome del paese, si deve arrivare all'atto di pace fra Giovanni II d'Aragona e la giudicessa Eleonora d'Arborea, stipulato il 24 gennaio 1388, sottoscritto dai prinzipales dei villaggi facenti parte del Giudicato d'Arborea nell'epoca di massima espansione. Per Tonara, si legge: "item a Bildosino de Sori maiore villae Tonara."
Nel Medioevo, oltre ai centri attuali di Arasulé, Toneri e Taliseri, si aggiungeva quello di Ilalà che fu abitato sino agli inizi del Novecento. Tonara era collocata nella curatoria del Mandrolisai appartenente al Giudicato di Arborea.
A Tonara sono legate anche le vicende di un villaggio, Spasuley o Spasulé, che si trovava a mezza via tra Sorgono e Atzara, i cui abitanti, a seguito di lotte di varia natura con le popolazioni vicine, cominciarono a trasferirsi gradualmente nel più grande rione di Tonara, Arasulé, fino al completo abbandono avvenuto agli inizi del Settecento.
Alla caduta del giudicato (1420), e alla definitiva sconfitta degli arborensi del Marchesato di Oristano (1478), il territorio passò sotto il dominio aragonese, ma ottenne, insieme a tutto il Mandrolisai, di essere governato da un signore nativo della contrada e scelto per elezione.

### Età moderna
Nel 1711 il paese fu incorporato nella contea di San Martino, con sede ad Atzara, feudo dei Valentino. Fu riscattato all'ultimo feudatario, don Gaetano Valentino, conte di San Martino e Signore del Mandrolisai, nel 1839 con l'abolizione del sistema feudale, per cui il paese divenne un comune amministrato da un sindaco e da un consiglio comunale.
Il Casalis riferisce che “già nel 1839 il paese contasse 2383 anime, 1130 maschi e 1253 donne; la maggior parte della popolazione preferiva risiedere nel soleggiatissimo Arasulè, 1323 persone in tutto, 760 abitanti a Toneri, 203 a Teliseri, 97 ad Ilalà". In tutto sono 591 fuegos, tra le quali 310 ad Arasulè, 199 a Toneri, 57 a Teliseri, 25 ad Ilalà.
Secondo il Dizionario del Casalis gli alfabetizzati erano poco più di 50 e le donne con la loro filatura davano un buon apporto all'economia del paese.
Noceti e Castagni venivano considerati all'epoca, di miglior uso rispetto ai cereali, inoltre sgravavano dalla cura dei campi.
I formaggi bianchi erano smerciati a Napoli.
Mentre tutti i centri del Circondario di Lanusei, e non solo, proseguivano nelle classiche iniziative agro-pastorali, Tonara invece cominciava ad abbandonare progressivamente queste attività, e le attività artigianali, gli ambulanti ed i torronai ebbero il sopravvento, così come gli impresari del legno e del carbone.
Il piccolo centro montano cominciava la sua trasformazione, a partire da una delle attività particolari ed uniche del paese, quella dei “sonaggiargios”, i fabbricanti di campanacci, che utilizzando le recenti invenzioni dell'industria continentale adattarono il loro modello di produzione all'evolversi delle tecniche industriali ed ottenendo un prodotto che diventava non solo un elemento utile e fondamentale nell'allevamento isolano ma persino uno strumento musicale.
Nel 1927 la neonata Provincia di Nuoro accorpò nei suoi territori, anche Tonara.

### Simboli
Lo stemma e il gonfalone del comune di Tonara sono stati concessi con decreto del presidente della Repubblica del 7 aprile 2003.
Il gonfalone municipale è un drappo di bianco.

## Monumenti e luoghi d'interesse

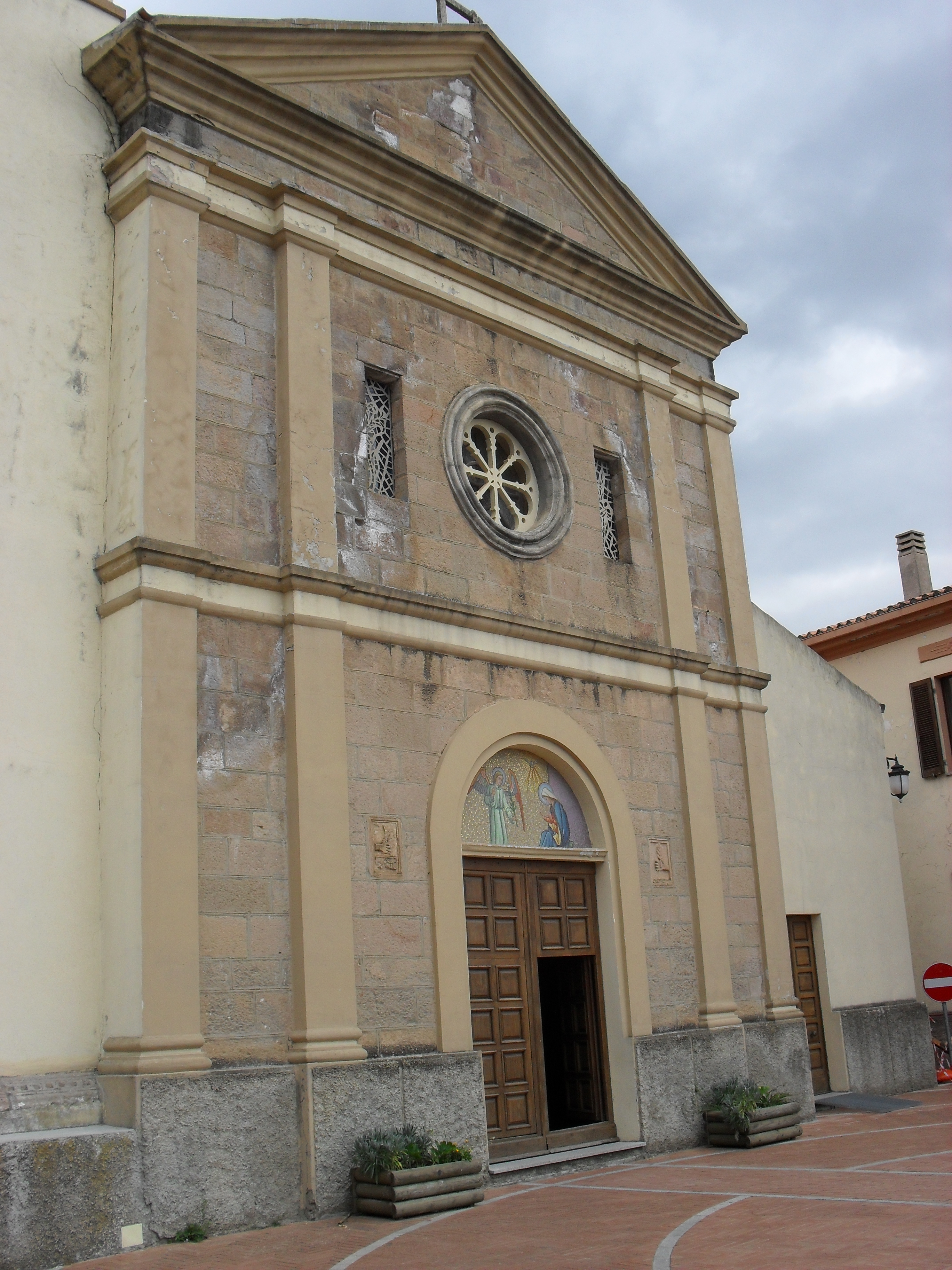
La facciata della chiesa di San Gabriele

### Architetture religiose
- Chiesa di Santa Anastasia — È un edificio ridotto a rudere, edificato tra la fine del secolo 1300 e l'inizio del successivo. Era una struttura con elementi gotici, fu abbandonata nel 1823[8], e crollò negli anni successivi. Era la chiesa parrocchiale di Tonara. Fornì molto materiale per riedificare l'attuale parrocchiale di San Gabriele.
- Chiesa di Sant'Antonio — È una chiesa cinquecentesca che al suo interno ha pregevoli dipinti murari settecenteschi, realizzati dalla bottega degli Are, raffiguranti scene di vita del santo.
- Chiesa di Santa Maria — Risalente al 1607, la chiesetta di Santa Maria è situata nel rione di Arasulè. Venne ampliata con i contributi portati da alcune famiglie provenienti da paese abbandonato di Spasulè[9], nei primi decenni del Seicento.
- Chiesa di San Gabriele — Costruita nel XVII secolo e ricostruita nel XIX, è la chiesa parrocchiale. Gli unici avanzi della chiesa originaria sono un bassorilievo incassato nella facciata, riportante la data di fondazione, il presbiterio ed il campanile, costruiti nel 1607.

### Architetture civili
- Casa Porru — È una costruzione vasta composta di due edifici disposti lungo una via del rione di Toneri, in passato adibita parzialmente anche a prigione. La sua costruzione è caratteristica del tonarese, è infatti costruita in schisto e legno, con ballatoi-balconate lungo la via sottostante e un passaggio tra essi che rende possibile un collegamento diretto fra i due edifici che costeggiano la strada; è aperta come casa museo.

### Siti archeologici
- Domus de janas "Is forreddos" — È una domus de janas risalente al 3200 — 3000 a. C. circa, situata in località Martì, scavata per ospitare le sepolture dei protosardi della cultura di Ozieri. È denominata anche "Is forreddos de janas". La sepoltura è ricavata all'interno di una protuberanza rocciosa in lingua locale chiamata "puddinga"[10], sporgente di circa tre metri dal piano circostante, anch'esso composto della stessa formazione rocciosa. La superficie esterna presenta segni evidenti di essere stata spianata per ospitare i vani sepolcrali. La sepoltura è formata da diversi vani comunicanti fra loro e presenta due ingressi: quello principale è composto da un vano aperto verso l'esterno, nel cui pavimento è ricavato un incavo circolare dove venne ritrovata una scheggia di ossidiana[11]. Probabilmente l'incavo dovette essere destinato al culto (incavi simili si ritrovano anche in altri siti sardi, come la necropoli di Anghelu Ruju, ad Alghero[12]). Attraverso un portello tipico delle domus de janas di tutta l'isola, si accede ad un altro vano comunicante con l'esterno attraverso il secondo ingresso, collegato anche ad un'altra cella di dimensioni più ridotte.

## Società

### Evoluzione demografica
Abitanti censiti

### Lingue e dialetti
(Peppino Mereu. A TONARA)
Il dialetto della lingua sarda parlato nel paese è riconducibile alla Limba de mesania in particolare alla variante barbaricina accomunabile ad altri tre paesi della Barbagia di Belvì: Belvì appunto, Aritzo e Desulo.
Nonostante questo, il dialetto tonarese differisce dai precedenti per la -g- dura anziché dolce e l'uso della consonante -z- al posto della consonante -c-; inoltre la parola pronunciata "cimme", nei paesi di Desulo, Aritzo e Belvì, si pronuncia chime.

## Cultura

### Feste e tradizioni popolari
- Sagra del Torrone: Istituita nel 1979 per il ricordare il poeta Peppino Mereu, inizialmente si svolgeva la seconda domenica di luglio. Da qualche anno a questa parte la festa è stata spostata al week-end pasquale. Lo scopo è quello di promuovere il torrone, fiore all'occhiello del centro del Mandrolisai con degustazioni, vendita, e preparazione in loco del dolce stesso. Naturalmente immancabili come contorno sono gli spettacoli folkloristici.
- Campanaccio d'oro: Affiancato nel 1984 alla festa del torrone, è una sfida tra gli artigiani del paese. Tonara infatti è nota oltre che per il torrone proprio per i campanacci per il bestiame.
- San Gabriele: 3 agosto: è la festa del patrono del paese. Dura per 3 giorni toccando il suo massimo splendore con la sfilata per le funzioni religiose degli splendidi costumi tradizionali.
- Pro custa terra rosas e beranos: Premio di poesia "Peppino Mereu". Manifestazione organizzata a fine luglio.
- S'istadu de sa idda nosta - Tonara incontra i suoi emigrati: Manifestazione che si svolge nella seconda domenica di agosto.

### Costume tradizionale

#### Costume della sposa

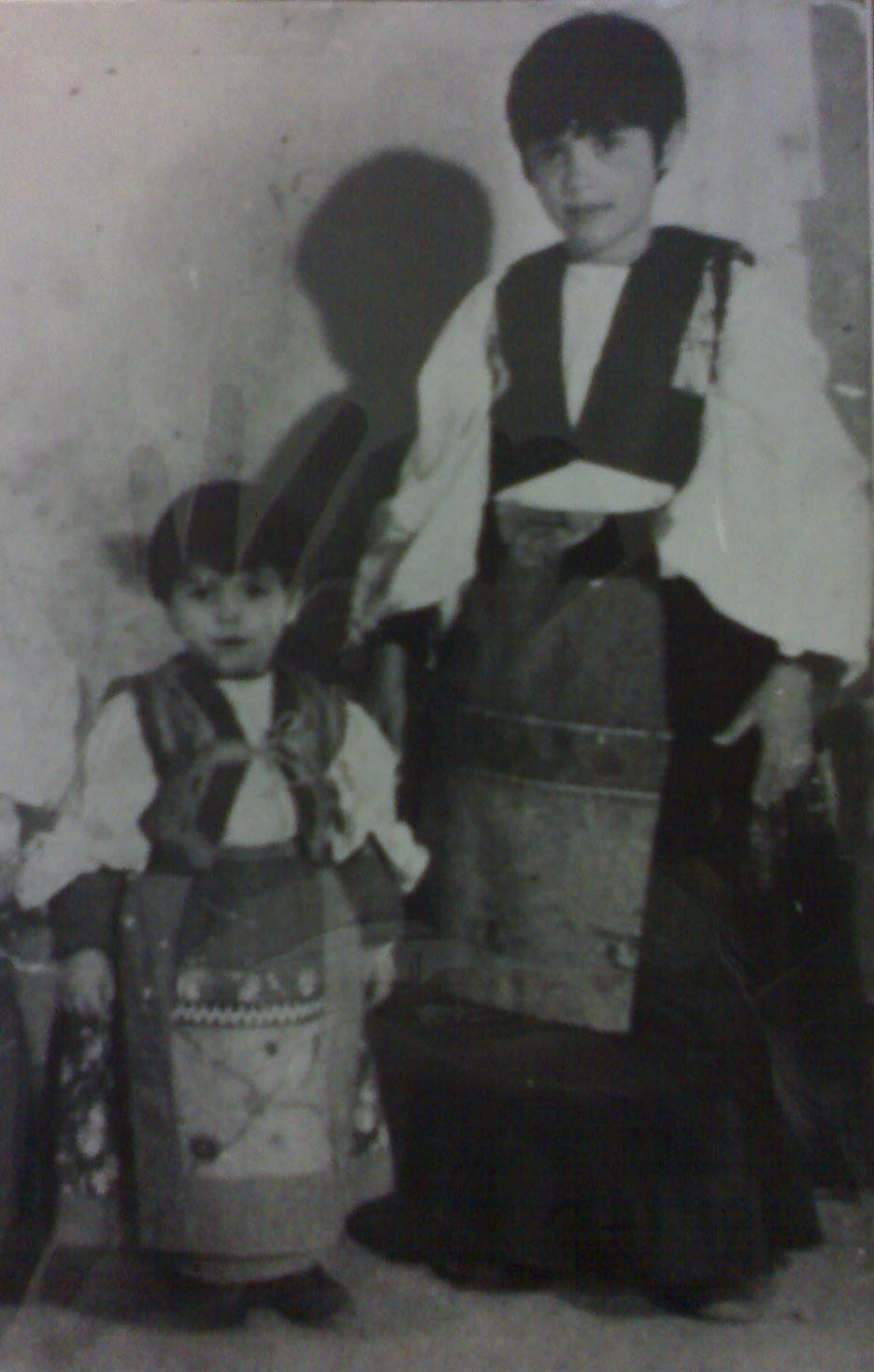
Costume femminile giornaliero estivo di Tonara (bambina a destra, la più piccola ha un misto Tonara-Desulo)

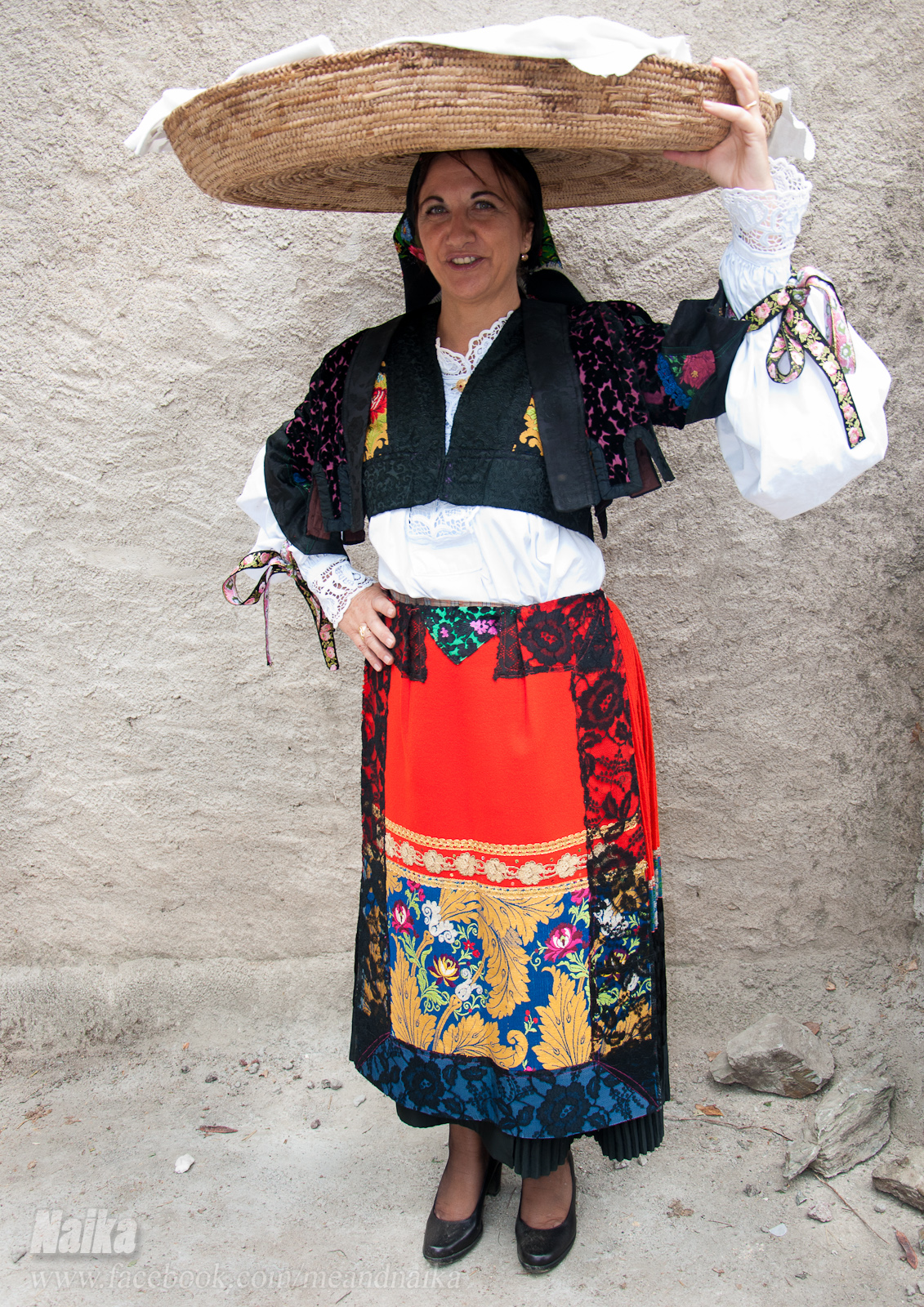
Costume femminile di Tonara

- Sul capo: s'iscoffia in broccato per raccogliere i capelli a forma di cipolla sa cruccudda, su Muccadore mannu a nae o giardinu, fazzoletto, con lunghe frange, in Tibet marrone ricamato con filo di seta colorato, è quadrato e si dispone a triangolo.
- Camicia: sa camisa, di tela mussolina è ricamata nel collo e nei polsini con su bastonette. La pettina (pettorra) e ricamata a filè e le maniche sono ampie e fuoriescono da su tzippone.
- Busto: palettas è di vari colori, in broccato o terziopel guarnito da trine dorate bordato di seta nera o blu. È chiuso con gantzos de prata.
- Giacca: su tzippone è in broccato con bordo di seta nera guarnito con nastro tirolese (fitta), le maniche sono aperte all'avambraccio da cui vi esce la camicia, i polsini sono chiusi a fiocco (is froccos). Sul retro si notano 14 doppe pieghe (alettas).
- Gonna: s'abratzeddu è di orbace rosso con balza nera di raso o seta detta s'infertoriu: è rifinita in alto con nastri a fiori colorati (arrefettu) e in basso con nastro nero (orrolu). È plissettata dalla vita in giù la vita è rifinita con nastro a fiori (trintza).
- Grembiule: sa chinta è di orbace o panno rosso ornato con s'arrefettu e s'orrolu. Si lega in vita con su trancafilu un laccio doppio che passa in due ganci d'argento.
- Gioielli: bottoni d'oro per chiudere la camicia; spilla d'oro per il fazzoletto; ganci d'argento per il grembiule.

#### Costume giornaliero
- Sul capo: s'iscoffia in broccato che raccoglie i capelli disposti a forma di cipolla cruccudda in alcune acconciature, con due trecce che avvolgono il capo sopra s'iscoffia, su muccadore, fazzoletto in Tibet marron ricamato, poi uno frangiato di dimensioni ridotte, disposto a triangolo e ben saldo intorno al collo per spaziare su manteddu di orbace o panno morbido di colore nero, orlato di nero e legato sotto il mento, con gantzos, misura circa 70 cm. Questo manteddu (di forma quadrata), viene regalato dallo sposo al momento del fidanzamento che accompagna la donna per tutta la vita.
- Camicia: uguale alla sposa.
- Busto: palettas di stoffa semplice velluto o broccatello, racchiuse sotto il seno con gantzos de prata.
- Giacca: su tzippone in broccato o in seta di vario colore solitamente dello stesso colore della gonna, costituito di 14 alette bordate di nero e aperto sul davanti evidenziando la linea femminile, non è indossato se non per eventi di lutto o d'inverno.
- Gonna: s'abratzeddu uguale a quella della sposa, solitamente iscontzada e meno guarnita di nastri preziosi, sempre di colore bordot o rosso la parte di sopra con balza nera di seta. Non sempre la gonna s'abratzeddu viene indossato ma sostituito da duas chintas de nant'e vattu.
- Grembiule: sa chinta sempre in orbace di colore orrubiu cottu "bordot" orlata di nastro di seta di vario colore, solitamente di nero, la parte inferiore racchiusa a forma di cornice, con mostra del grano o floreale in broccato o ricamo, racchiuso in vita da gantzos de prata, in forma più leggera e comoda, su deventale di seta di vario colore, solitamente verde o marrone

#### Costume della vedova
Le vedove tingevano di nero il proprio costume o lo riconfezionavano con stoffe nere. Sul capo indossano su manteddhu un drappo quadrato che nascondeva parte del viso e formava sulla fronte una punta verso l'alto (su biccu) sotto s'iscoffia che teneva in ordine i capelli.

#### Maschile
- Copricapo: berrita longa è di panno nero, molto lunga e si indossa ripiegata.
- Camicia: sa camisa è a collo basso di tela o lino bianca. È a doppio petto, guarnita con piegoline e chiude con un bottone al collo.
- Giacca: su tzippone è di orbace o panno rosso, con bordo di velluto nero a doppio petto e chiusa con legacci di cuoio. I signori avevano la cinta con borse di cuoio (brentera). Sa gabbanella era di orbace nero con cappuccio e arriva sino al ginocchio. I pastori avevano anche su saccu, fatto di orbace.
- Gilet: sa 'este ‘e pedde è di capretto o agnello nero ed è conciata all'interno.
- Gonnellino: sa cardagula è di orbace nero con bordo di panno nero. Plissettato in vita, si allarga a campana.
- Calzoni: is cartzones, di lino bianco portati dentro le ghette.
- Ghette: is cartzas sono di orbace nero.

## Geografia antropica
Storicamente Tonara era suddivisa in diverse zone abitative, chiamate rioni o anche vicinati, in origine separate da zone campestri non edificate; i rioni storici sono quattro:
- Arasulé, il rione con maggiore estensione e altitudine.
- Toneri, è il rione dove si conservano maggiormente le caratteristiche case tonaresi.
- Teliseri, è separato geograficamente da Toneri e Arasulé.
- Ilalà, si trova più a valle, la collocazione geografica ne ha sfavorito le comunicazioni e il commercio, infatti venne abbandonato gradualmente; gli ultimi abitanti lo lasciarono negli anni '40 del secolo scorso.

Esiste poi il quartiere di Su Pranu che ha unito Toneri e Arasulé.

## Economia
Pur essendo l'area comunale coperta di castagneti essi sono in buona parte inselvatichiti e scarsamente curati, piccole aree sono destinate a noccioleti e qualche albero residuo di noci, ma scarsi sono gli investimenti per sviluppare e rendere economica la coltivazione degli ultimi due frutti menzionati. Sarebbero ben utili per l'economia locale infatti, negli ultimi decenni, l'industria alimentare del torrone ha fatto conoscere Tonara oltre i confini della Sardegna, ma l'artigianato delle cassapanche di legno, dei campanacci per il bestiame e dei tappeti sono altri punti di forza in ambito regionale per il paese del Mandrolisai. I tappeti tonaresi vengono realizzati con telai verticali e sono caratterizzati dalle dimensioni notevoli, dalla predominanza dei colori giallo, verde, rosso, dai disegni geometrici o dalle figure ispirate da oggetti rurali oppure da elementi della natura.

## Infrastrutture e trasporti
I trasporti urbani e interurbani di Tonara vengono svolti con autoservizi di linea gestiti da ARST.
Nel comune si trova la stazione ferroviaria di Desulo-Tonara posta sulla ferrovia Isili-Sorgono, una linea ferroviaria turistica a scartamento ridotto gestita dall'ARST nell'ambito del servizio Trenino Verde.

## Amministrazione
| Periodo         | Periodo         | Primo cittadino              | Partito                          | Carica          | Note        |
| --------------- | --------------- | ---------------------------- | -------------------------------- | --------------- | ----------- |
| 23 aprile 1995  | 16 aprile 2000  | Remo Pala                    | liste civiche di centro-sinistra | Sindaco         | [ 18 ]      |
| 16 aprile 2000  | 8 maggio 2005   | Remo Pala                    | lista civica                     | Sindaco         | [ 19 ]      |
| 8 maggio 2005   | 30 maggio 2010  | Renato Tore                  | lista civica                     | Sindaco         | [ 20 ]      |
| 30 maggio 2010  | 31 maggio 2015  | Pierpaolo Sau                | lista civica "Po Tonara"         | Sindaco         | [ 21 ]      |
| 31 maggio 2015  | 26 ottobre 2020 | Flavia Giovanna Chiara Loche | lista civica "Po Tonara Sempere" | Sindaco         | [ 22 ]      |
| 26 ottobre 2020 | 27 maggio 2024  | Pierpaolo Sau                | Lista Civica "Intrerrios"        | Sindaco         | [ 23 ]      |
| 27 maggio 2024  | in carica       | Cristina Patta               | Lista Civica "Intrerrios"        | Sindaco vicario | [ 1 ] [ 2 ] |

## Sport

### Calcio
Ha sede nel comune la società di calcio U.S. Tonara A.S.D. che disputa il campionato di Promozione regionale, e una seconda squadra, la Tonarese A.S.D, che ormai non esiste più.